# 月刊政財界
『月刊政財界』（げっかんせいざいかい、1976年～2005年8月休刊）は、株式会社政財界出版社により、1976年に、ジャーナリスト恩田貢が元内閣総理大臣田中角栄の意を受けて創刊した政治専門月刊誌。2005年8月、掲載した司法官僚出身の大物代議士のスキャンダル記事に対し、その代議士より裁判を起こされ、地裁より出版差し止め命令が出され、そのまま休刊を余儀なくされた。

## 名称
創刊当時は、株式会社政界出版社が社名で「月刊政界」が雑誌名称であったが、2003年から社名と雑誌名称を改名した。

## 出版方針
毎号、政治家本人へのインタビュー記事が掲載されることで知られる。大下英治をはじめとする多くの作家が記事を執筆し、多くの疑獄事件やスキャンダルをスクープした。大手出版社の雑誌が手をつけられないような事件などをスクープし、月刊政財界に掲載された後、一斉に一般週刊誌や月刊誌が報道するということが多かった。